# Calathaspis
Calathaspis is een monotypisch geslacht van korstmossen behorend tot de familie Cladoniaceae. Het bevat alleen de soort Calathaspis devexa. Deze soort komt voor in Papua New Guinea in bossen die liggen op 2000 tot 4000 meter hoog.